# Бриџпорт (Алабама)
Бриџпорт (енгл. Bridgeport) град је у америчкој савезној држави Алабама. По попису становништва из 2010. у њему је живело 2.418 становника.

## Демографија
Према попису становништва из 2010. у граду је живело 2.418 становника, што је 310 (11,4%) становника мање него 2000. године.
| Група             | 2000.         | 2010.         |
| Белци             | 2.367 (86,8%) | 2.019 (83,5%) |
| Афроамериканци    | 219 (8,0%)    | 207 (8,6%)    |
| Азијати           | 3 (0,1%)      | 4 (0,2%)      |
| Хиспаноамериканци | 36 (1,3%)     | 42 (1,7%)     |
| Укупно            | 2.728         | 2.418         |